# Psilus cornutus
Psilus cornutus är en stekelart som beskrevs av Georg Wolfgang Franz Panzer 1801. Psilus cornutus ingår i släktet Psilus, och familjen hyllhornsteklar. Arten är reproducerande i Sverige.